# De Kern
De Kern is een uitgeverij die boeken heeft uitgegeven van onder andere Sophie Hannah, Sanne Terlouw en Virginia C. Andrews. In 1998 is De Kern samengegaan met Uitgeverij De Fontein. Maar het bleef wel boeken uitgeven onder de naam "De Kern", pas later is De Kern daarmee gestopt.